# Rue de la Pointe-d'Ivry
Cet article possède des paronymes, voir sentier de la Pointe et rue du Moulin-de-la-Pointe.
La rue de la Pointe-d’Ivry est située dans le 13e arrondissement de Paris, entre l'avenue de Choisy et l'avenue d'Ivry. 

## Origine du nom
Elle doit son nom à la pointe formée entre les actuelles avenue de Choisy et avenue d'Ivry qu'elle joint.

La rue en juillet 2024
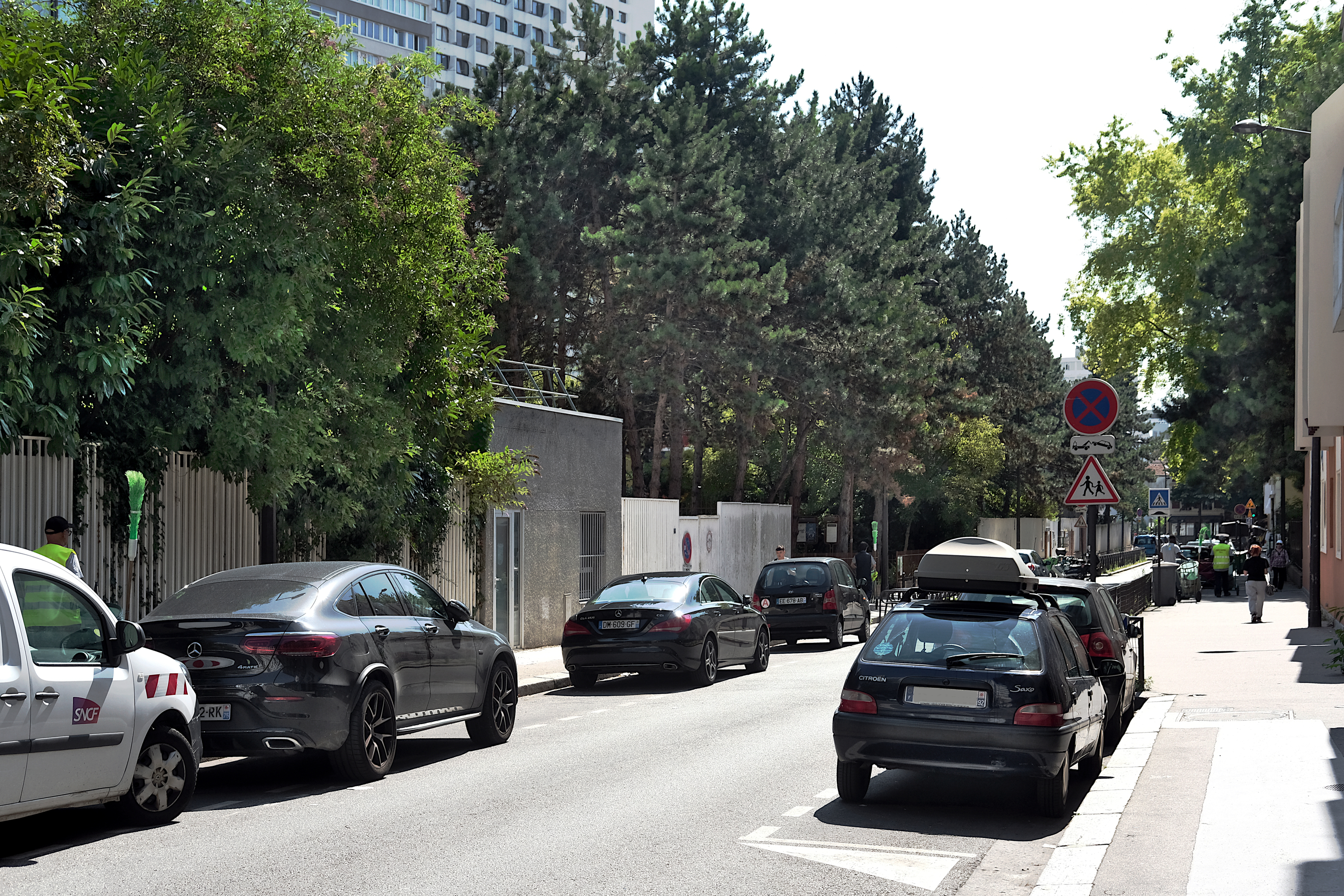
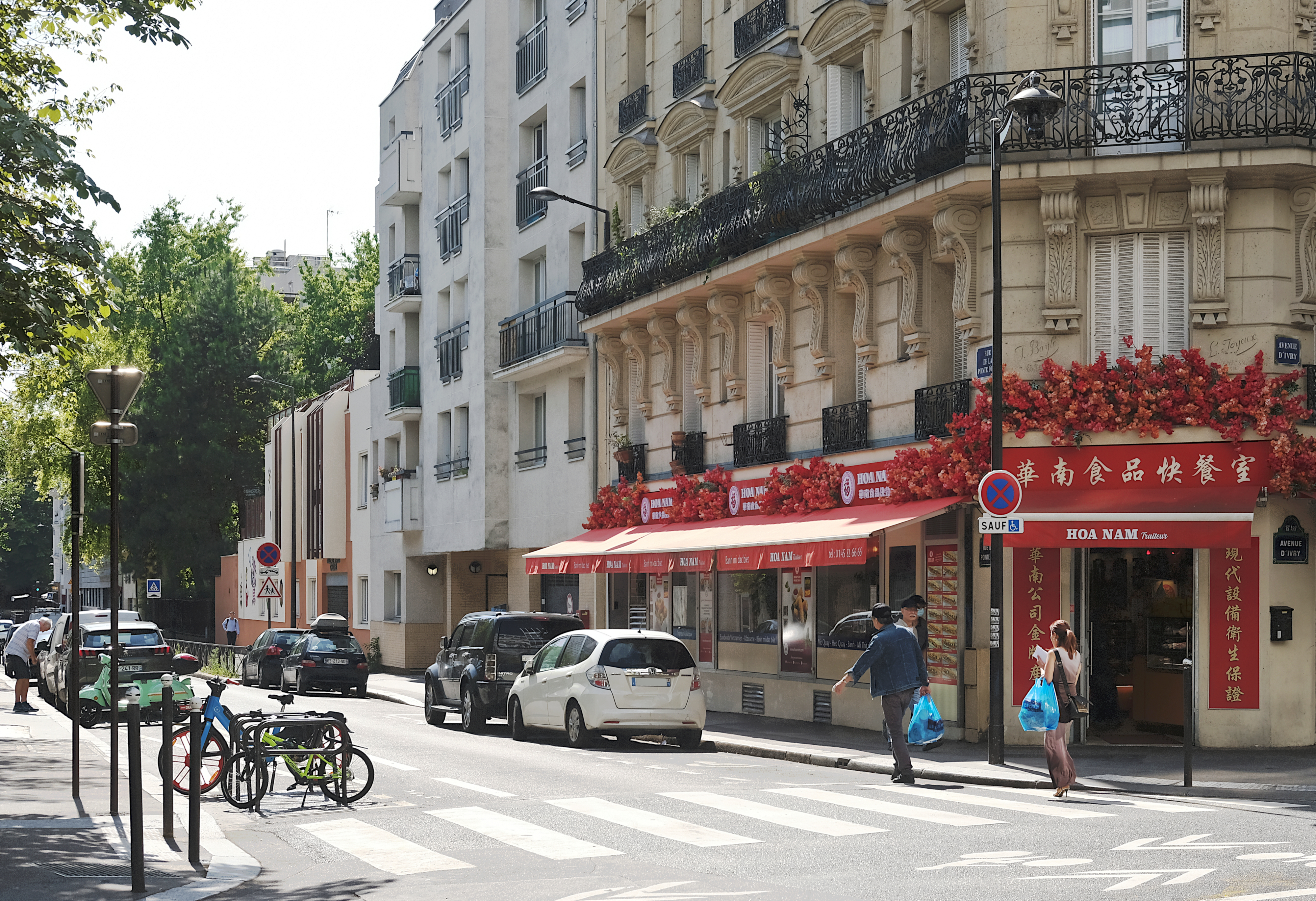

## Historique

### D’un chemin privé à la rue de la Pointe-d’Ivry (1860-1918)
Ce qui est aujourd'hui la rue de la Pointe-d'Ivry se situe jusqu'en 1860 dans la commune d'Ivry, date à laquelle la partie de la commune située au nord de l'enceinte de Thiers (actuels boulevards des Maréchaux) est démembrée et annexée au territoire de la commune de Paris. À cette date, elle permet déjà de joindre la route de Paris à Choisy (actuelle avenue de Choisy) et la route de Paris à Ivry (actuelle avenue d'Ivry) mais il semble, d'après le cadastre de 1859, qu'il s'agissait alors plutôt d'un chemin privé qui séparait de part et d'autre deux carrières de calcaire. Ces carrières étaient alors nombreuses à Ivry en raison de la faible profondeur des niveaux calcaires qui facilitait son extraction ; elle était principalement utilisée pour l'empierrement des chemins. À cette époque, la seule construction existante se situe à l'angle des actuelles rue de la Pointe-d'Ivry et avenue d'Ivry.

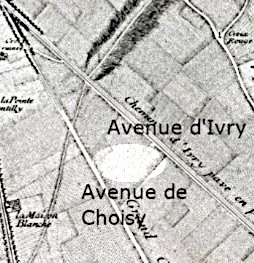
Emplacement (pastille claire) de la future rue sur le plan de Roussel de 1730.
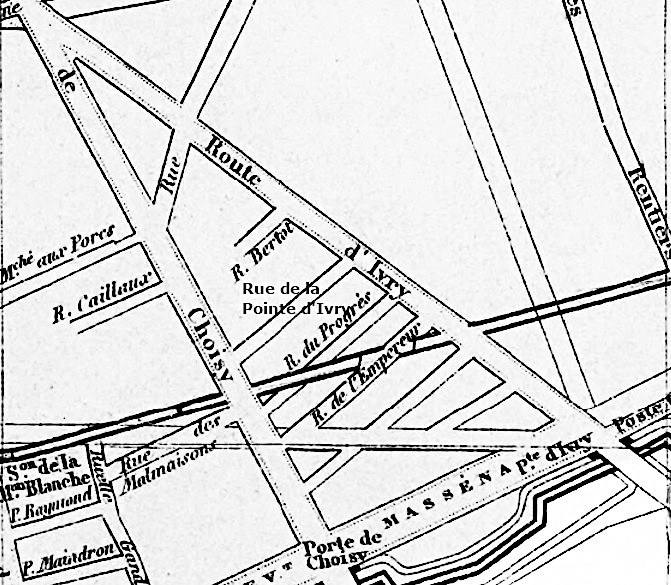
Sur un plan de 1869, la rue est présente mais elle ne porte pas de nom.
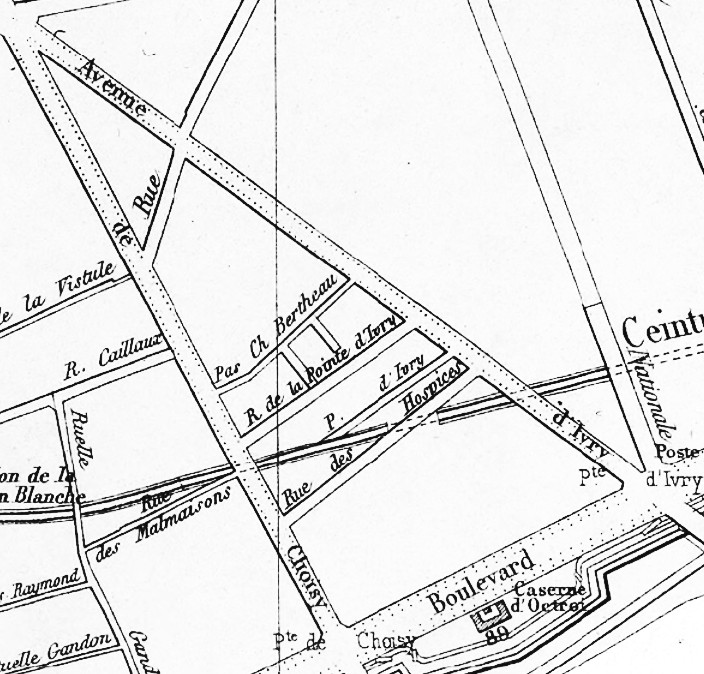
En revanche, le nom actuel apparaît déjà sur ce plan de 1878.

Il est probable que l'exploitation des carrières ait cessé peu de temps après puisque, en 1876, on dénombre au moins six immeubles qui seront surélevés par la suite. L’arrêté du 28 août 1876 fixant le numérotage et la décision du 5 novembre 1880 sur l’alignement et le nivellement de la rue de la Pointe-d’Ivry, sont d’ailleurs la preuve du développement des constructions dans ces années. Au début du XXe siècle, la rue est bâtie des deux côtés sur quasiment toute sa longueur. Un percement au niveau du no 23 permet d’accéder sur le passage d’Ivry, plus tard renommé « rue Émile-Rostan », une rue parallèle aujourd’hui disparue.
Le 30 mai 1918, durant la première Guerre mondiale, un obus tiré par la Grosse Bertha positionnée entre Fourdrain et Crépy-en-Laonnois explose dans la rue de la Pointe-d'Ivry.

### Le temps du réaménagement: opération Italie et ZAC Baudricourt (années 1960-1980)
Dans la seconde moitié du XXe siècle, l’urbanisation est totalement bouleversée. Tout d’abord dans les années 1960 par l’opération Italie, dont le but est d’assainir 87 hectares situés entre la place d’Italie et le boulevard des Maréchaux. Le projet est essentiellement confié à des promoteurs immobiliers qui rachètent les terrains. Les différentes constructions du côté impair sont rasées, ainsi que la rue Émile-Rostan et la rue des Hospices. On construit notamment dans cette zone la tour Puccini (33 étages, 95 m) donnant sur l’avenue de Choisy et la tour Capri (32 étages, 92 m) donnant sur l’avenue d'Ivry. Le rejet du nouvel urbanisme met un coup d’arrêt à l’opération en 1974.
Par la suite, la nouvelle municipalité parisienne (élue en 1977) poursuit la rénovation mais en préférant la réalisation de zones d’aménagement concertées (ZAC). Ainsi, dans les années 1985-1986, le projet de la ZAC Baudricourt est mis à exécution. Sur l’emplacement d’anciens jardins, on créé le jardin Baudricourt qui s’étend sur 2 900 m2 et d’où on accède par la rue de la Pointe-d’Ivry. Juste à côté, l’impasse Myrtille (qui sortait uniquement sur la rue Charles-Bertheau) est prolongée pour déboucher sur la rue et est renommée « rue Jean-Dunand ». Elle permet un accès direct à la rue Charles-Bertheau, passée en circulation non motorisée.
Aujourd’hui, plus aucune habitation n’existe du côté impair sur lequel ont été implantés l’école élémentaire avenue d’Ivry (accès par l’avenue d’Ivry), l’école maternelle Pointe-d’Ivry et un espace vert avec des jeux pour enfants.
Les différents réaménagements ont détruit la quasi-totalité des anciennes constructions. Seuls subsistent les immeubles situés au no 2 (angle avec l’avenue d’Ivry), construit en 1905 (aujourd’hui occupé au rez-de-chaussée par un traiteur asiatique), et au no 34 (angle avec l’avenue de Choisy), construit à la fin du XIXe siècle et surélevé dans la première moitié du XXe siècle (occupé au rez-de-chaussée par un restaurant chinois).

### Au cœur du Chinatown parisien (1975-aujourd’hui)
La rue de la Pointe-d’Ivry se situe désormais au cœur du quartier chinois, depuis l’arrivée massive de réfugiés de la péninsule indochinoise dans le milieu des années 1970, qui trouvèrent dans le quartier un important parc de logements disponibles après l’insuccès de l’opération Italie.